# Parapocryptes
Parapocryptes  é um género de peixe da família Gobiidae e da ordem Perciformes.

## Espécies
- Parapocryptes batoides (Day, 1876)[3]
- Parapocryptes maculatus (Oshima, 1926)[4]
- Parapocryptes rictuosus (Valenciennes, 1837)[5]
- Parapocryptes serperaster (Richardson, 1846)[6][7][8][9][10][11][12][13]